# 同相双三角台塔
同相双三角台塔（どうそうそうさんかくだいとう、Triangular orthobicupola）とは、27番目のジョンソンの立体で、二つの正三角台塔(J3)の底面同士を、三角形の面同士が隣り合うように貼りあわせた形である (立方八面体を半分に割り、片側を60°回して貼りあわせた形)。

## 関連図形
| 正三角台塔 （半分に割る）           | 立方八面体 （片側を60°回す）            | 同相双三角台塔柱 （間に角柱を追加） |
| 双三角台塔反柱 （間に反角柱を追加） | 同相双四角台塔 （台塔の角の数を増やす） |                                     |